# Ainielle
Ainielle es un despoblado y antiguo municipio de España, perteneciente al actual municipio de Biescas, en la provincia de Huesca. Forma parte de la comarca del Alto Gállego, en la comunidad autónoma de Aragón. Se sitúa en la comarca natural de Sobrepuerto.

## Historia
Su tenente fue Sancho Aznarez I de Bagón entre 1062 y 1093, siendolo también de Biescas, Castejón de Sobrarbe, Perarrúa, San Esteban, Secorún y Senegüé.
Desde el punto de vista eclesiástico de la Iglesia católica, está incluida en la diócesis de Jaca que, por su parte, pertenece a la archidiócesis de Pamplona.
Con 1.355 metros de altitud era uno de los lugares poblados más altos del Pirineo pero está deshabitado desde el año 1971, en que su último poblador abandonó Casa O Rufo, la última casa habitada del lugar.

## Geografía humana

### Demografía
| Gráfica de evolución demográfica de Ainielle entre 1842 y 1860 |
| |
| Población de derecho según los censos de población del INE Población de hecho según los censos de población del INEEntre el censo de 1857 y el anterior, crece el término del municipio porque incorpora a 22535 (Berbusa) Entre el censo de 1877 y el anterior, este municipio desaparece porque cambia de nombre y aparece como el municipio 22535 (Berbusa) |

### Localidad
Datos demográficos de la localidad de Ainielle desde 1900:
| 75                    | 81 | 83 | 60 | 64 | 47 | -- | -- | -- | -- | -- |
| (Fuente: IAEST e INE) |    |    |    |    |    |    |    |    |    |    |

- Datos referidos a la población de derecho.
- No figura en el Nomenclátor desde el año 1960.

### Antiguo municipio
Datos demográficos del municipio de Ainielle como entidad independiente:
| 74            | 135 | 139 | -- | -- | -- | -- | -- | -- |
| (Fuente: INE) |     |     |    |    |    |    |    |    |

- Entre el censo de 1857 y el anterior, crece el término del municipio porque incorpora a Berbusa.
- Entre el censo de 1877 y el anterior, este municipio desaparece porque cambia de nombre y aparece como el municipio de Berbusa.
- Datos referidos a la población de derecho, excepto en los censos de 1857 y 1860 que se refiere a la población de hecho.

## Ainielle en la literatura
- La novela La lluvia amarilla, de Julio Llamazares, está ambientada en esta población.

- Por su parte, el libro Ainielle, la memoria amarilla, de Enrique Satué, cuenta la historia no novelada de Ainielle.